# Туркологија
Туркологија је назив за науку која се бави проучавањем турске групе народа и језика у историјском и компаративном контексту. Ово проучавање обухвата етничке групе од Сака у источном Сибиру до Гагауза у Молдавији.